# Judit och Holofernes (Caravaggio)
Judit och Holofornes (italienska: Giuditta e Oloferne) eller Judit halshugger Holofernes är en oljemålning av den italienske barockkonstnären Caravaggio från omkring 1599. Den ingår i samlingarna på Gallerie nazionali d'arte antica som är beläget i Palazzo Barberini i Rom.
I Judits bok, som ingår i Tillägg till Gamla Testamentet, berättas om en judisk kvinna som räddar sin belägrade stad Betylua genom att förföra och sedan döda den assyriske härföraren Holofernes. Caravaggios målning visar hur Judit skär halsen av Holofernes. Hennes tjänsteflicka Abra håller en säck där de avser att lägga Holofernes huvud. I bakgrunden breder ett rött draperi ut sig på samma sätt som i Caravaggios Jungfru Marie död. Ursprungligen var Judit barbröstad, senare målades hennes vita blus till.
Berättelsen om Judit är ett vanligt motiv i konsthistorien och har skildrats av bland andra Simon Vouet, Andrea Mantegna, Artemisia Gentileschi och Gustav Klimt. Caravaggios målning är ovanlig för dess dramatiska och realistiska utförande. Den är också ett tidigt prov på chiaroscuro, det vill säga målning med starka kontraster mellan ljus och mörker, som senare skulle bli ett kännetecken för Caravaggio. Modell för Judit tros vara den prostituerade Fillide Melandroni. Beställare ska ha varit en bankir vid namn Ottavio Costa(it). Caravaggio har målat ytterligare tre halshuggningsscener: Medusas huvud, David med Goljats huvud och Johannes Döparens halshuggning. 

## Alternativ version
Caravaggio målade troligen en andra version av motivet cirka 1607. Attribueringen är dock osäker. Målningen är i privat ägo. 

Version 2 målades omkring 1607 och är i privat ägo.